# Ambassade du Brunei en France
L'ambassade du Brunei en France est la représentation diplomatique de l'État du Brunei auprès de la République française. Elle est située 7 rue de Presbourg, dans le 16e arrondissement de Paris, la capitale du pays. Son ambassadrice est, depuis 2023, Rakiah Abd Lamit.

## Ambassadeurs du Brunei en France
| Date de nomination | Date de nomination | Date de remise des lettres de créance | Date de remise des lettres de créance | Ambassadeur                                        |
| ------------------ | ------------------ | ------------------------------------- | ------------------------------------- | -------------------------------------------------- |
| ?                  |                    | 16 novembre 1990                      | [ JORF 1 ]                            | Pengiran Mustapha Bin Pengiran Metasan             |
| ?                  |                    | 7 octobre 1991                        | [ JORF 2 ]                            | Suyoi Haji Osman                                   |
| ?                  |                    | 10 juillet 1996                       | [ JORF 3 ]                            | Pengiran Dato Paduka Haji Idriss                   |
| ?                  |                    | 24 janvier 2000                       | [ JORF 4 ]                            | Pengiran Hajah Masrainah Binti Pengiran Haji Ahmad |
| ?                  |                    | 10 février 2004                       | [ JORF 5 ]                            | Zainidi bin Haji Sidup                             |
| ?                  |                    | 9 novembre 2016                       | [ JORF 6 ]                            | Datin Malai Hajah Halimah Malai Haji Yussof        |
| ?                  |                    | 13 janvier 2023                       | [ JORF 7 ]                            | Rakiah Abd Lamit                                   |

## Consulats
Le Brunei ne possède pas d'autre consulat que la section consulaire de son ambassade à Paris.